# Семенники (субпродукт)
Семенники (тестикулы, яички, яйца) домашних животных — мужские половые железы телят, ягнят, петухов, индюков и других животных, используемые в кулинарии. Входят в повседневную и праздничную кухню многих народов.

## Характеристика
Семенники являются побочным продуктом кастрации молодых животных, выращиваемых на мясо. Поэтому блюда из семенников традиционно готовили в сезон массового холощения животных в хозяйствах — поздней весной. В любое время года в продаже имеются замороженные семенники животных.
Семенники являются источником легкоусваиваемого белка, содержат витамины и важные микроэлементы. Они обладают нежной структурой и приятным вкусом, слегка напоминающим вкус грибов или почек, но не имеют специфического запаха.
Семенники животных, употребляемые в пищу, издавна считали афродизиаком. Тестостерон при нагревании разрушается, поэтому эти блюда не могут повысить уровень гормона в организме едока. Но в старинных рецептах для увеличения мужской силы семенники предписывали употреблять сырыми. Как источник тестостерона их употребляли даже в качестве допинга на Олимпийских играх в Древней Греции.
- Белки, г — 13
- Жиры, г — 19-20
- Углеводы, г — 0,1
- Энергетическая ценность, ккал — 230

## Названия
Семенники известны в кулинарии под множеством эвфемизмов, которые призваны избавить едока от излишне прямых ассоциаций. В Англии бараньи и петушиные семенники издавна называют «камешки» (англ. stones), жареные бараньи тестикулы — «жарёнки» (англ. fries). В Америке используют эвфемизм «устрицы»: «степными устрицами» или «устрицами прерий» называют жареные бычьи и бизоньи семенники, бараньи семенники носят название «устрицы Скалистых гор». В ближневосточной кухне встречается название «наружные почки», а во Франции — «белые почки» (фр. rognons	blancs).

## Приготовление
Семенники используют в кулинарии различными способами. Их тушат, жарят, используют в качестве начинки для пирогов и в фарше для колбас, жарят в панировке и кляре, припускают, запекают на гриле, кладут в супы, подают в качестве горячей закуски. Перед приготовлением семенники обычно ошпаривают, опускают в холодную воду и затем снимают кожу. Освобожденные от кожи семенники нарезают на ломтики вдоль или поперёк и готовят выбранным способом.
В английских кулинарных книгах XVII—XIX веков есть рецепты бараньих семенников в пряном сливочном соусе и фрикасе из них, «камешки» входят в состав многих составных блюд из потрохов. Жареные бычьи и бараньи семенники со сладким мясом, петушиными гребнями, костным мозгом и беконом подавали к праздничному столу на большом блюде с артишоками, фисташками и дольками цитрусовых.
В Испании популярны criadillas — бычьи семенники, нарезанные ломтиками и жареные с чесноком и петрушкой. На Ближнем Востоке, в Азии семенники используются для приготовления повседневных блюд. В Исландии бараньи тестикулы заготавливают на зиму в прессованном виде. На Кавказе и в Средней Азии бычьи и бараньи семенники готовят на шампурах, как шашлык.
В США и Канаде «устрицы прерий» жарят, тушат и даже фаршируют. Блюдо здесь настолько популярно, что во многих городах проводят фестивали по приготовлению и поеданию «устриц».
- Бычий семенник
- Бычьи семенники на рынке в Италии
- Рагу из петушиных семенников
 (kakashere pörkölt) в Венгрии
- Рагу из бычьих семенников (справа) в Австрии
- Жареные бараньи семенники с луком
- «Устрицы Скалистых гор»